# 호쿠리쿠 자동차도
호쿠리쿠 자동차도(일본어: 北陸自動車道, ほくりくじどうしゃどう)은 일본 니가타현 니가타시 미나미구의 니가타추오 분기점으로부터 시가현 마이바라시의 마이바라 분기점에 이르는 총 연장 476.5 km에 달하는 일본의 고속도로이다.

## 개요
니가타현에서부터, 도야마현·이시카와현·후쿠이현·시가현에 이르는 고속도로로 호쿠리쿠 지방의 주요 도시를 망라하고 있어, 도호쿠 자동차도, 주고쿠 자동차도에 이어 일본 국내의 고속도로에서는 3번째로 긴 노선이다. 전 노선에 걸쳐서 국도 제8호선과 거의 병행하고 있다.
전 노선을 일본도로공단이 건설·관리·운영하다가 2005년 10월 1일 도로 관계 4공단 민영화 이후에는 아사히 나들목을 경계로 니가타추오 분기점 - 아사히 나들목을 동일본 고속도로(NEXCO 동일본)가 서쪽의 아사히 나들목 (아사히 IC 포함) - 마이바라 분기점을 중일본 고속도로(NEXCO 중일본)가 관리하고 있다.
쓰루가 나들목 - 쓰루가 터널 부근은, 토지 이용 관계에서, 상·하행선 모두 다른 경로를 통과하고 있다. 이 구간은 일부에서 당시 일본국유철도의 호쿠리쿠 본선의 폐선 부지를 사용하고 있으며, 스이즈 PA의 상행 방면 시설은 스이즈 역의 폐역 부지에 세워진 것이다.
또한, 기노모토 나들목 - 다케후 나들목과, 아사히 나들목 - 조에쓰 나들목은 터널이 연속하는 구간이다. 특히 전자의 구간은, 동계에 눈보라에 의해서 시정이 나쁘거나 강설에 의한 미끄럼 등의 교통 장애가 일어나고 있다. 그래서 표지에서 '산악 고속도로'라고 하는 알림이 떠, 체인 탈착장도 다수 설치하고 있다. 특히 쓰루가 IC - 쓰루가 터널은 전술 이유로 한번 여행 등에서 교통사고가 발생하면 다른 노선은 일반적인 '반대 차선에 기계류의 재료를 투입한다'라는 방법이 사용될 수 없다. 그래서 특히 겨울철에는, 기노모토 IC 이북에는 미끄럼방지 착용 제한이 있는 경우가 많다.
정령상의 호쿠리쿠 자동차도에서는, 니가타추오 분기점 - 마이바라 분기점 외, 나가오카 분기점 - 나가오카 나들목과 니가타쿠코 나들목 - 니가타추오 분기점도 포함되어 있으며, 개통 당초는 이들 구간도 도로 안내 상으로는 호쿠리쿠 자동차도의 명칭이 사용되었으나, 선술한 대로, 나가오카 분기점 - 나가오카 나들목은 간에쓰 자동차도에, 니가타쿠코 나들목 - 니가타추오 분기점은 니혼카이 도호쿠 자동차도로 각각 변경되었다.

## 경유하는 지자체
- 시가현
  - 마이바라시 - 나가하마시
- 후쿠이현
  - 쓰루가시 - 난조군 미나미에치젠정 - 에치젠시 - 사바에시 - 후쿠이시 - 사카이시 - 아와라시
- 이시카와현
  - 가가시 - 고마쓰시 - 노미시 - 하쿠산시 - 가나자와시
- 도야마현
  - 오야베시 - 도나미시 - 다카오카시 - 이미즈시 - 도야마시 - 나카니카와군 다테야마정 - 가미이치정 - 나메리카와시 - 우오즈시 - 구로베시 - 시모니카와군 뉴젠정 - 아사히정
- 니가타현
  - 이토이가와시 - 조에쓰시 - 가시와자키시 - 가리와군 가리와촌 - 가시와자키시 - 나가오카시 - 산조시 - 쓰바메시 - 니가타시 니시칸구 - 니시구 - 고난구

## 나들목 · 분기점
| 나들목 번호                                              | 시설 이름                               | 일본어 이름 | 거리 (km)             | BS       | 접속 노선                                                                               | 소재지     | 소재지        | 소재지         |
| -------------------------------------------------------- | --------------------------------------- | ----------- | --------------------- | -------- | --------------------------------------------------------------------------------------- | ---------- | ------------- | -------------- |
| 27-1                                                     | 마이바라 분기점                         | 米原        | 0.0                   | -        | 메이신 고속도로                                                                         | 시가현     | 마이바라시    | 마이바라시     |
| -                                                        | 마이바라 요금소                         | 米原        | 0.4                   | -        |                                                                                         | 시가현     | 마이바라시    | 마이바라시     |
| 1                                                        | 마이바라 나들목                         | 米原        | 0.6                   |          | 국도 제21호선                                                                           | 시가현     | 마이바라시    | 마이바라시     |
| -                                                        | 간다 PA                                 | 神田        | 4.6                   | ◆        |                                                                                         | 시가현     | 나가하마시    | 나가하마시     |
| 2                                                        | 나가하마 나들목                         | 長浜        | 9.6                   | ◆        | 시가 현도 37호 나카야마히가시코사카 선                                                  | 시가현     | 나가하마시    | 나가하마시     |
| -                                                        | 도라히메 BS                             | 虎姫        | 12.6                  | ◆        |                                                                                         | 시가현     | 나가하마시    | 나가하마시     |
| 2-1                                                      | 오다니조 스마트 IC 고호쿠 BS            | 小谷城      | 16.4                  | ◆        | 시가 현도 263호 요노토라히메나가하마 선 (상행선) 시가 현도 265호 고노코호쿠 선 (하행선) | 시가현     | 나가하마시    | 나가하마시     |
| -                                                        | 다카쓰키 BS                             | 高月        | 19.6                  | ◆        |                                                                                         | 시가현     | 나가하마시    | 나가하마시     |
| 3                                                        | 기노모토 나들목                         | 木之本      | 23.4                  | ◆        | 국도 제8호선 국도 제365호선 비와코니시 종관도로                                         | 시가현     | 나가하마시    | 나가하마시     |
| -                                                        | 시즈카다케 SA                           | 賤ヶ岳      | 25.6                  |          |                                                                                         | 시가현     | 나가하마시    | 나가하마시     |
| -                                                        | 요고 BS                                 | 余呉        | 28.1 (하) 28.7 (상)   | ◆        |                                                                                         | 시가현     | 나가하마시    | 나가하마시     |
| -                                                        | 요고키타 BS                             | 余呉北      | 31.4 (하) 31.6 (상)   | ◆        |                                                                                         | 시가현     | 나가하마시    | 나가하마시     |
| -                                                        | 도네 PA                                 | 刀根        | 38.5                  | ◆        |                                                                                         | 후쿠이현   | 쓰루가시      | 쓰루가시       |
| 3-1                                                      | 쓰루가 분기점                           | 敦賀        | 45.4                  | -        | 마이즈루 와카사 자동차도                                                                | 후쿠이현   | 쓰루가시      | 쓰루가시       |
| 4                                                        | 쓰루가 나들목                           | 敦賀        | 46.6                  | ○        | 국도 제8호선 (쓰루가 바이패스)                                                          | 후쿠이현   | 쓰루가시      | 쓰루가시       |
| -                                                        | 하바라 BS / CB                          | 葉原        | 53.1 (하)             | ◆        |                                                                                         | 후쿠이현   | 쓰루가시      | 쓰루가시       |
| -                                                        | 다지리 BS / CB                          | 田尻        | 51.8 (상)             | ◆        |                                                                                         | 후쿠이현   | 쓰루가시      | 쓰루가시       |
| -                                                        | 스이즈 PA                               | 杉津        | 57.9                  | ◆        |                                                                                         | 후쿠이현   | 쓰루가시      | 쓰루가시       |
| 5                                                        | 이마조 나들목                           | 今庄        | 68.2                  | ◆        | 국도 제305호선 국도 제365호선                                                           | 후쿠이현   | 난조군        | 미나미에치젠정 |
| 5-1                                                      | 난조 SA / SIC                           | 南条        | 71.4 (하) 72.1 (상)   | ◆        | 후쿠이 현도 203호 이케다난조 선                                                         | 후쿠이현   | 난조군        | 미나미에치젠정 |
| 6                                                        | 다케후 나들목                           | 武生        | 80.6                  | ○        | 후쿠이 현도 40호 다케후인터 선 후쿠이 현도 262호 다케후인터히가시 선                    | 후쿠이현   | 에치젠시      | 에치젠시       |
| 7                                                        | 사바에 나들목                           | 鯖江        | 86.2                  | ○        | 후쿠이 현도 39호 사바에인터 선 후쿠이 현도 105호 사바에이마다테 선                      | 후쿠이현   | 사바에시      | 사바에시       |
| -                                                        | 기타사바에 PA                           | 北鯖江      | 88.6                  |          |                                                                                         | 후쿠이현   | 사바에시      | 사바에시       |
| 8                                                        | 후쿠이 나들목                           | 福井        | 97.2                  | ○        | 국도 제158호선                                                                          | 후쿠이현   | 후쿠이시      | 후쿠이시       |
| 9                                                        | 후쿠이키타 분기점                       | 福井北      | 103.6                 | -        | 주부 종관 자동차도                                                                      | 후쿠이현   | 후쿠이시      | 후쿠이시       |
| 9                                                        | 후쿠이키타 나들목                       | 福井北      | 103.6                 | △        | 국도 제416호선 (요시노사카이 바이패스)                                                  | 후쿠이현   | 후쿠이시      | 후쿠이시       |
| 10                                                       | 마루오카 나들목                         | 丸岡        | 110.4                 | ○        | 후쿠이 현도 38호 마루오카인터 선 후쿠이 항 마루오카 나들목 연락도로                     | 후쿠이현   | 사카이시      | 사카이시       |
| -                                                        | 오나카다니 PA                           | 女形谷      | 113.4                 |          |                                                                                         | 후쿠이현   | 사카이시      | 사카이시       |
| 11                                                       | 가나즈 나들목                           | 金津        | 120.9                 |          | 후쿠이 현도 37호 가나즈인터 선 후쿠이 현도 124호 우시노야테이샤조 선                    | 후쿠이현   | 아와라시      | 아와라시       |
| 12                                                       | 가가 나들목                             | 加賀        | 128.2                 |          | 이시카와 현도 61호 가가인터 선 후쿠이카가 도로                                          | 이시카와현 | 가가시        | 가가시         |
| -                                                        | 아마고젠 SA                             | 尼御前      | 136.6 (상) 136.9 (하) | ○        |                                                                                         | 이시카와현 | 가가시        | 가가시         |
| 13                                                       | 가타야마즈 나들목                       | 片山津      | 140.7                 |          | 이시카와 현도 20호 고마쓰카가 선                                                        | 이시카와현 | 가가시        | 가가시         |
| 13-1                                                     | 아타카 PA / SIC                         | 安宅        | 144.7                 |          | 이시카와 현도 20호 고마쓰카가 선                                                        | 이시카와현 | 고마쓰시      | 고마쓰시       |
| 14                                                       | 고마쓰 나들목                           | 小松        | 149.3                 | ○        | 이시카와 현도 25호 가나자와미카와코마쓰 선                                              | 이시카와현 | 고마쓰시      | 고마쓰시       |
| 14-1                                                     | 노미네아가리 스마트 IC                  | 能美根上    | 155.4                 |          | 노미 시도 기소카이도 선                                                                 | 이시카와현 | 노미시        | 노미시         |
| 15                                                       | 미카와 나들목                           | 美川        | 160.3                 |          | 이시카와 현도 25호 가나자와미카와코마쓰 선 이시카와 현도 58호 쓰루기미카와인터 선       | 이시카와현 | 하쿠산시      | 하쿠산시       |
| 15-1                                                     | 도쿠미쓰 PA                             | 徳光        | 164.6                 | ○        | 이시카와 현도 25호 가나자와미카와코마쓰 선 (시도 경유)                                  | 이시카와현 | 하쿠산시      | 하쿠산시       |
| 15-2                                                     | 하쿠산 나들목 맛토 BS                   | 白山 / 松任 | 169.9                 | ○        | 이시카와 현도 8호 맛토우노케 선 (가나자와 외곽 환상 도로)                               | 이시카와현 | 하쿠산시      | 하쿠산시       |
| 16                                                       | 가나자와니시 나들목                     | 金沢西      | 172.5                 |          | 국도 제8호선 (가나자와 바이패스) 이시카와 현도 지추니시카나자와 선                      | 이시카와현 | 가나자와시    | 가나자와시     |
| 17                                                       | 가나자와히가시 나들목                   | 金沢東      | 180.1                 |          | 국도 제8호선 (가나자와 바이패스)                                                        | 이시카와현 | 가나자와시    | 가나자와시     |
| 17-1                                                     | 가나자와모리모토 나들목                 | 金沢森本    | 183.4                 |          | 국도 제159호선 국도 제304호선 국도 제359호선                                            | 이시카와현 | 가나자와시    | 가나자와시     |
| -                                                        | 후도우지 PA                             | 不動寺      | 184.7                 |          |                                                                                         | 이시카와현 | 가나자와시    | 가나자와시     |
| 18                                                       | 오야베 나들목                           | 小矢部      | 197.7                 |          | 도야마 현도 42호 오야베후쿠미쓰 선                                                      | 도야마현   | 오야베시      | 오야베시       |
| -                                                        | 오야베가와 SA                           | 小矢部川    | 199.8                 |          |                                                                                         | 도야마현   | 오야베시      | 오야베시       |
| 19                                                       | 오야베토나미 분기점                     | 小矢部砺波  | 203.1                 | -        | 노에쓰 자동차도 도카이 호쿠리쿠 자동차도                                                | 도야마현   | 오야베시      | 오야베시       |
| 19                                                       | 오야베토나미 분기점                     | 小矢部砺波  | 203.1                 | -        | 노에쓰 자동차도 도카이 호쿠리쿠 자동차도                                                | 도야마현   | 도나미시      |                |
| 20                                                       | 도나미 나들목                           | 砺波        | 207.1                 |          | 국도 제359호선                                                                          | 도야마현   |               |                |
| 20-1                                                     | 다카오카토나미 스마트 IC                | 高岡砺波    | 212.9                 | △        | 다카오카 시도 다카오카토나미인터 선                                                     | 도야마현   |               |                |
| -                                                        | 다카오카 PA                             | 高岡        | 216.1                 |          |                                                                                         | 도야마현   | 다카오카시    | 다카오카시     |
| 21                                                       | 고스기 나들목                           | 小杉        | 221.5                 |          | 국도 제472호선                                                                          | 도야마현   | 이미즈시      | 이미즈시       |
| -                                                        | 구레바 PA                               | 呉羽        | 224.5                 |          |                                                                                         | 도야마현   | 이미즈시      | 이미즈시       |
| 21-1                                                     | 도야마니시 나들목                       | 富山西      | 226.6                 |          | 도야마 현도 41호 신미나토히라오카 선                                                    | 도야마현   | 도야마시      | 도야마시       |
| 22                                                       | 도야마 나들목                           | 富山        | 234.1                 |          | 국도 제41호선                                                                           | 도야마현   | 도야마시      | 도야마시       |
| 22-1                                                     | 나가레스기 PA / SIC                     | 流杉        | 240.7                 |          | 도야마 현도 56호 도야마환상 선                                                          | 도야마현   | 도야마시      | 도야마시       |
| 23                                                       | 다테야마 나들목                         | 立山        | 246.4                 |          | 도야마 현도 3호 도야마다테야마우오즈 선                                                 | 도야마현   | 나카니카와군  | 다테야마정     |
| -                                                        | 가미이치 SIC                            | 上市        | 250.6                 |          | 도야마 현도 148호 가미이치미즈하시 선                                                   | 도야마현   | 나카니카와군  | 가미이치정     |
| 24                                                       | 나메리카와 나들목                       | 滑川        | 254.5                 | ○        | 도야마 현도 51호 미노와나메리카와인터 선                                                | 도야마현   | 나메리카와시  | 나메리카와시   |
| -                                                        | 아리소우미 SA                           | 有磯海      | 258.2 (상) 261.6 (하) |          |                                                                                         | 도야마현   | 나메리카와시  | 나메리카와시   |
| -                                                        | 아리소우미 SA                           | 有磯海      | 258.2 (상) 261.6 (하) | 우오즈시 |                                                                                         | 도야마현   |               |                |
| 25                                                       | 우오즈 나들목                           | 魚津        | 263.8                 | ○        | 도야마 현도 52호 이시가키우오즈인터 선                                                  | 도야마현   |               |                |
| 26                                                       | 구로베 나들목                           | 黒部        | 273.4                 | ○        | 도야마 현도 53호 와카구리이쿠지 선                                                      | 도야마현   | 구로베시      | 구로베시       |
| 26-1                                                     | 뉴젠 PA / SIC                           | 入善        | 277.9                 |          | 도야마 현도 63호 뉴젠우나즈키 선                                                        | 도야마현   | 시모니카와군  | 뉴젠정         |
| 27                                                       | 아사히 나들목                           | 朝日        | 282.1                 |          | 국도 제8호선                                                                            | 도야마현   | 시모니카와군  | 아사히정       |
| -                                                        | 엣추사카이 PA                           | 越中境      | 288.4                 |          |                                                                                         | 도야마현   | 시모니카와군  | 아사히정       |
| 28                                                       | 오야시라즈 나들목                       | 親不知      | 299.3                 |          | 국도 제8호선                                                                            | 니가타현   | 이토이가와시  | 이토이가와시   |
| 29                                                       | 이토이가와 나들목                       | 糸魚川      | 311.9                 |          | 국도 제148호선 마쓰모토이토이가와 연락 도로 (계획 노선)                                 | 니가타현   | 이토이가와시  | 이토이가와시   |
| -                                                        | 렌다이지 PA                             | 蓮台寺      | 313.5                 |          |                                                                                         | 니가타현   | 이토이가와시  | 이토이가와시   |
| -                                                        | 하야카와 BS                             | 早川        | 318.0                 | ○        |                                                                                         | 니가타현   | 이토이가와시  | 이토이가와시   |
| 30                                                       | 노 나들목                               | 能生        | 326.5                 | ○        | 니가타 현도 88호 노인터 선 니가타 현도 246호 니시히야마노 선                            | 니가타현   | 이토이가와시  | 이토이가와시   |
| 31                                                       | 나다치타니하마 나들목 나다치타니하마 SA | 名立谷浜    | 341.6                 | ○        | 니가타 현도 87호 나다치타니하마인터 선                                                  | 니가타현   | 조에쓰시      | 조에쓰시       |
| 31-1                                                     | 조에쓰 분기점                           | 上越        | 351.4                 | -        | 가미신에쓰 자동차도                                                                     | 니가타현   | 조에쓰시      | 조에쓰시       |
| -                                                        | 기다 BS                                 | 木田        | 353.4                 | ○        |                                                                                         | 니가타현   | 조에쓰시      | 조에쓰시       |
| 32                                                       | 조에쓰 나들목                           | 上越        | 355.8                 |          | 국도 제18호선 (조신 바이패스)                                                           | 니가타현   | 조에쓰시      | 조에쓰시       |
| -                                                        | 구비키 BS                               | 頸城        | 360.7                 | ○        |                                                                                         | 니가타현   | 조에쓰시      | 조에쓰시       |
| 32-1                                                     | 오가타 PA / SIC                         | 大潟        | 365.3                 |          | 니가타 현도 77호 조에쓰쿠비키오가타 선                                                  | 니가타현   | 조에쓰시      | 조에쓰시       |
| -                                                        | 가타마치 BS                             | 潟町        | 367.9                 | ○        |                                                                                         | 니가타현   | 조에쓰시      | 조에쓰시       |
| 33                                                       | 가키자키 나들목                         | 柿崎        | 373.8                 | ○        | 국도 제8호선                                                                            | 니가타현   | 조에쓰시      | 조에쓰시       |
| 34                                                       | 요네야마 나들목 요네야마 SA             | 米山        | 385.2                 | ◆        | 국도 제8호선                                                                            | 니가타현   | 가시와자키시  | 가시와자키시   |
| -                                                        | 요네야마 SA                             | 米山        | 387.2 (상)            |          |                                                                                         | 니가타현   | 가시와자키시  | 가시와자키시   |
| -                                                        | 가미가타 BS                             | 上方        | 393.5                 | ○        |                                                                                         | 니가타현   | 가시와자키시  | 가시와자키시   |
| 35                                                       | 가시와자키 나들목                       | 柏崎        | 397.1                 | ○        | 국도 제252호선                                                                          | 니가타현   | 가시와자키시  | 가시와자키시   |
| -                                                        | 소치 BS                                 | 曽地        | 402.8                 | ○        |                                                                                         | 니가타현   | 가시와자키시  | 가시와자키시   |
| -                                                        | 가리와 PA                               | 刈羽        | 405.8                 |          |                                                                                         | 니가타현   | 가리와군      | 가리와촌       |
| 36                                                       | 니시야마 나들목                         | 西山        | 407.8                 | ○        | 니가타 현도 23호 가시와자키타카하마호리노우치 선 니가타 현도 393호 라이하이나가오카 선  | 니가타현   | 가시와자키 시 | 가시와자키 시  |
| -                                                        | 오즈미 PA                               | 大積        | 414.9                 | ○        |                                                                                         | 니가타현   | 나가오카시    | 나가오카시     |
| 37                                                       | 나가오카 분기점                         | 長岡        | 421.6                 | -        | 간에쓰 자동차도                                                                         | 니가타현   | 나가오카시    | 나가오카시     |
| -                                                        | 나가오카키타 BS                         | 長岡北      | 423.9                 | ○        |                                                                                         | 니가타현   | 나가오카시    | 나가오카시     |
| 37-1                                                     | 나카오카키타 스마트 IC                  | 長岡北      | 425.3                 |          | 나가오카 시도 가미카와니시 144호선                                                      | 니가타현   | 나가오카시    | 나가오카시     |
| 38                                                       | 나카노시마미쓰케 나들목                 | 中之島見附  | 432.1                 |          | 국도 제8호선 (미쓰케 바이패스)                                                          | 니가타현   | 나가오카시    | 나가오카시     |
| 38-1                                                     | 사카에 PA / SIC                         | 栄          | 441.5                 | ○        | 니가타 시도 오카노니다 1호선                                                            | 니가타현   | 산조시        | 산조시         |
| 39                                                       | 산조쓰바메 나들목                       | 三条燕      | 447.4                 | ○        | 국도 제289호선                                                                          | 니가타현   | 쓰바메시      | 쓰바메시       |
| 40                                                       | 마키카타히가시 나들목                   | 巻潟東      | 457.7                 | ○        | 국도 제460호선 니가타 현도 9호 나가오카토치오마키 선                                    | 니가타현   | 니가타시      | 니시칸구       |
| 40-1                                                     | 구로사키 PA / SIC                       | 黒埼        | 466.6 467.5           |          | 니가타 현도 44호 니가타쓰바메 선 니가타 현도 46호 니가타추오환상 선                     | 니가타현   | 니가타시      | 니시구         |
| -                                                        | 돗파라 BS                               | 鳥原        | 471.0                 | ○        |                                                                                         | 니가타현   | 니가타시      | 니시구         |
| -                                                        | 니가타 요금소                           | 新潟        | 472.2                 | -        |                                                                                         | 니가타현   | 니가타시      | 니시구         |
| 41                                                       | 니가타니시 나들목                       | 新潟西      | 473.0                 |          | 국도 제116호선 (니가타니시 바이패스)                                                    | 니가타현   | 니가타시      | 니시구         |
| 42                                                       | 니가타추오 분기점                       | 新潟中央    | 476.5                 | -        | 니혼카이 도호쿠 자동차도 반에쓰 자동차도                                                | 니가타현   | 니가타시      | 고난구         |
| 니혼카이 도호쿠 자동차도 무라카미 · 사카타 · 아키타 방면 |                                         |             |                       |          |                                                                                         |            |               |                |

## 주요 접속 도로
- 니혼카이 도호쿠 자동차도 (니가타추오 분기점에서 직결)
- 반에쓰 자동차도 (니가타추오 분기점에서 접속)
- 간에쓰 자동차도 (나가오카 분기점에서 직결)
- 조신에쓰 자동차도 (조에쓰 분기점에서 접속)
- 도카이 호쿠리쿠 자동차도 (오야베토나미 분기점에서 접속)
- 노에쓰 자동차도 (오야베토나미 분기점에서 접속)
- 주부 종관 자동차도 (후쿠이키타 분기점 · 나들목에서 접속)
- 마이즈루 와카사 자동차도 (쓰루가 분기점에서 접속)
- 메이신 고속도로 (마이바라 분기점에서 접속)

## 같이 보기
- (일본어) 동일본 고속도로
- (일본어) 중일본 고속도로